# ベンジャミン・ウィリアムス
ベンジャミン・ジョン・ウィリアムス（英: Benjamin Jon Williams、 1977年4月14日 - ）は、オーストラリアの首都キャンベラ出身の元サッカー審判員。本職は高校の体育教師。ベン・ウィリアムズとも。

## 来歴
元Aリーグ、FIFA（国際サッカー連盟）の公式審判員。
2005年、FIFAの国際審判員に就任。以後、AFCカップ2007、AFCチャンピオンズリーグ2007、AFCチャンピオンズリーグ2008、AFCアジアカップ2011予選、AFCアジアカップ2011、ロンドンオリンピック、EAFF東アジアカップ2013、2010年及び2014年のFIFAワールドカップ・アジア予選などで主審を務めた。AFCのエリート・パネル・レフェリーである。
2015年のキリンチャレンジカップや2016年のJリーグ審判交流プログラムなどにより、日本でも数試合を裁いた。
2016年、サッカー審判員を引退。。

## エピソード・物議を醸した判定
- 2010年アジア競技大会:中国対マレーシア - マレーシアの3選手に退場処分を下した
- 2011年アジアカップ:中国対クウェート - クウェートの警告相当のファウルに対し退場処分を下した（中国FW楊旭が痛がる演技を信用してしまった[6]）
- 2013年アジアカップ予選:中国対イラク - アリ・アドナンに続けざまにイエローカードを提示し、退場処分を下した
- 2013年東アジアカップ:中国対日本 - 中国に2度のペナルティーキックを与えた
- 2016年AFCチャンピオンズリーグ:江蘇蘇寧対FC東京 - 误判（誤審）により、蘇寧にペナルティーキックを与えた。